# 2022 en Nouvelle-Écosse
Chronologie de la Nouvelle-Écosse
- 2018
- 2019
- 2020
- 2021
- 2022
- 2023
- 2024
- 2025
- 2026

Cette page concerne des événements d'actualité qui se sont produits durant l'année 2022 dans la province canadienne de Nouvelle-Écosse.

## Politique
- Premier ministre :
- Chef de l'Opposition :
- Lieutenant-gouverneur :
- Législature :

## Décès
- 15 janvier : Alexa McDonough, née le 11 août 1944 et morte à Halifax, travailleuse sociale et femme politique canadienne.